# Devil's Castle
Devil's Castle (česky Ďáblův hrad) je nápadná hora, která se tyčí nad fjordem císaře Franze Josefa na jihovýchodním konci konci Andrée Land ve východním Grónsku. Nachází se na hranicích národního parku Severovýchodní Grónsko, v současnosti největšího národního parku na světě.

## Geografie
Devil's Castle je výrazná hora z načervenalé skály se světlejším pruhem táhnoucím se diagonálně přes její masív. Nachází se ve fjordu císaře Františka Josefa asi 100 km od jeho ústí, v blízkosti jižní strany mysu Petersens, severozápadního výběžku ostrova Ymer. Tyčí se strmě od břehu u prvního ohybu fjordu jižně od Eleonorského zálivu.
Tato pozoruhodná a snadno rozpoznatelná hora byla pojmenována Teufelschloss („Ďáblův hrad“ nebo „Ďáblův palác“) druhou německou polární expedicí, vedenou Carlem Koldeweyem, která poprvé v letech 1869–70 prozkoumala fjord císaře Františka Josefa.

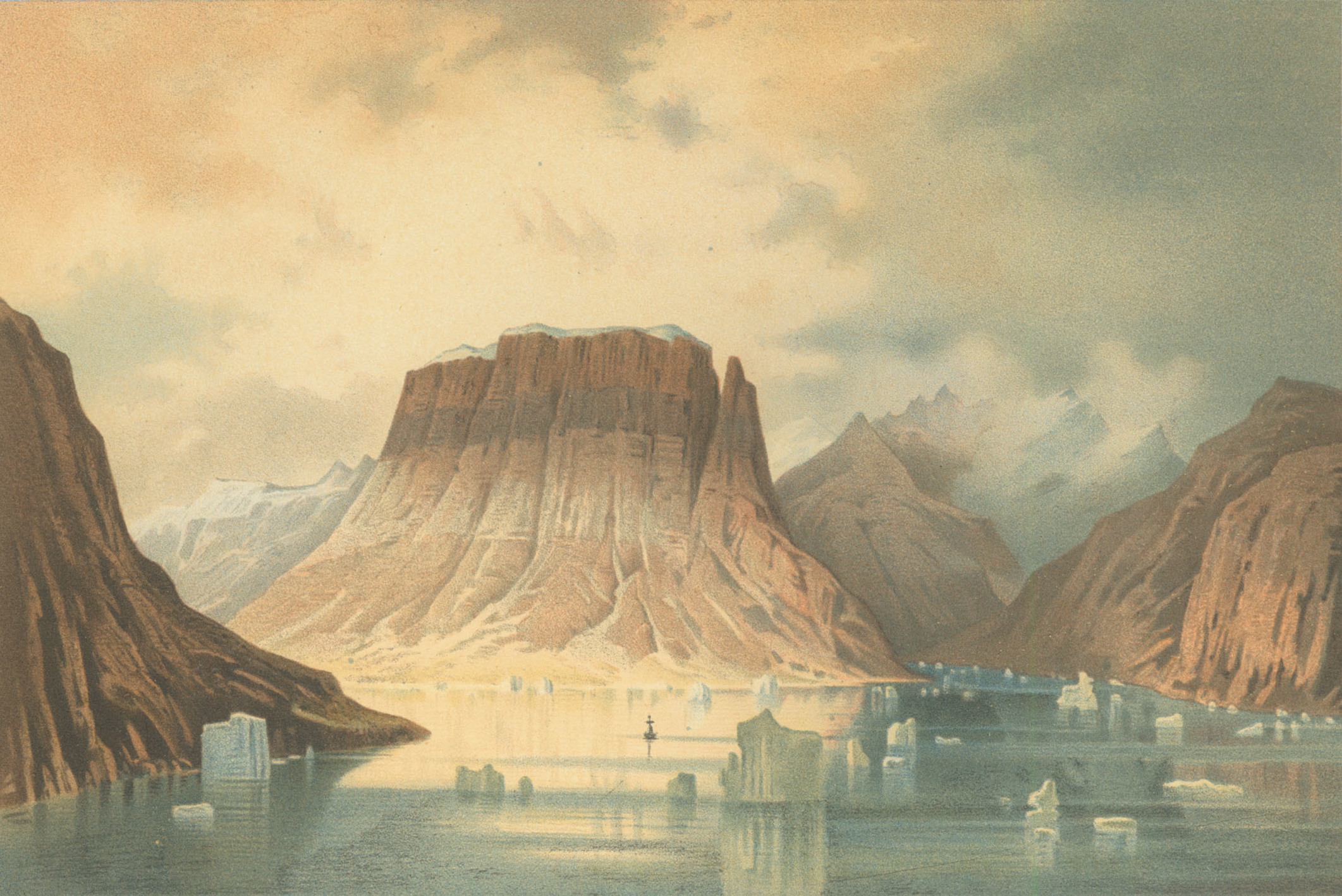
Teufelsschloss. Kresba od neznámého umělce podle nákresů a popisů členů německé polární expedice